# Walid Salah El Din
Walid Salah El Din (arabe : وليد صلاح الدي), né le 27 octobre 1971 au Caire en Égypte, est un joueur de football professionnel égyptien qui évoluait au poste de milieu offensif.

## Biographie
Il a joué presque toute sa carrière dans le club cairote d'Al Ahly SC, entre 1989 et 2003, Al Ahly étant son club formateur (de 1983 à 1989).
Pour la dernière année de sa carrière, il part à l'Ittihad Alexandrie et prend sa retraite en 2004.
Il est également international égyptien. Il joue pour les espoirs entre 1991 et 1994. Il joue ensuite avec l'équipe A entre 1994 et 2001. 
Il a notamment participé à la Coupe des confédérations 1999.